# Draft d'espansione NBA 1995
Il draft d'espansione 1995 si è svolto il 24 giugno 1995, per la formazione dei Toronto Raptors e dei Vancouver Grizzlies.

## Giocatori selezionati

### Toronto Raptors
| Scelta | Giocatore          | Posizione         | Nazionalità       | Squadra precedente     |
| ------ | ------------------ | ----------------- | ----------------- | ---------------------- |
| 1      | B.J. Armstrong     | playmaker         | Stati Uniti       | Chicago Bulls          |
| 3      | Tony Massenburg    | ala grande        | Stati Uniti       | Los Angeles Clippers   |
| 5      | Andrés Guibert     | ala grande        | Cuba/ Stati Uniti | Minnesota Timberwolves |
| 7      | Keith Jennings     | playmaker         | Stati Uniti       | Golden State Warriors  |
| 9      | Dontonio Wingfield | guardia           | Stati Uniti       | Seattle SuperSonics    |
| 11     | Doug Smith         | ala               | Stati Uniti       | Dallas Mavericks       |
| 13     | Jerome Kersey      | ala               | Stati Uniti       | Portland Trail Blazers |
| 15     | Žan Tabak          | centro            | Croazia           | Houston Rockets        |
| 17     | Willie Anderson    | guardia           | Stati Uniti       | San Antonio Spurs      |
| 19     | Ed Pinckney        | ala               | Stati Uniti       | Milwaukee Bucks        |
| 21     | Acie Earl          | ala grande        | Stati Uniti       | Boston Celtics         |
| 23     | B.J. Tyler         | guardia           | Stati Uniti       | Philadelphia 76ers     |
| 25     | John Salley        | ala grande/centro | Stati Uniti       | Miami Heat             |
| 27     | Oliver Miller      | ala grande        | Stati Uniti       | Detroit Pistons        |

### Vancouver Grizzlies
| Scelta | Giocatore       | Posizione   | Nazionalità | Squadra precedente  |
| ------ | --------------- | ----------- | ----------- | ------------------- |
| 2      | Greg Anthony    | playmaker   | Stati Uniti | New York Knicks     |
| 4      | Rodney Dent     | centro      | Stati Uniti | Orlando Magic       |
| 6      | Antonio Harvey  | ala grande  | Stati Uniti | Los Angeles Lakers  |
| 8      | Reggie Slater   | ala grande  | Stati Uniti | Denver Nuggets      |
| 10     | Trevor Ruffin   | playmaker   | Stati Uniti | Phoenix Suns        |
| 12     | Derrick Phelps  | playmaker   | Stati Uniti | Sacramento Kings    |
| 14     | Larry Stewart   | ala grande  | Stati Uniti | Washington Wizards  |
| 16     | Kenny Gattison  | ala grande  | Stati Uniti | Charlotte Hornets   |
| 18     | Byron Scott     | guardia     | Stati Uniti | Indiana Pacers      |
| 20     | Gerald Wilkins  | ala piccola | Stati Uniti | Cleveland Cavaliers |
| 22     | Benoit Benjamin | centro      | Stati Uniti | New Jersey Nets     |
| 24     | Doug Edwards    | ala         | Stati Uniti | Atlanta Hawks       |
| 26     | Blue Edwards    | guardia     | Stati Uniti | Utah Jazz           |